# 加洛瓦人
加拉瓦人（發音：[əŋ]）是印度安達曼群島的原住民。 他們生活在南安達曼和中安達曼群島的部分地區，目前的人口估計在250至400人之間。 他們在很大程度上迴避與外界的互動，對他們的社會、文化和傳統的許多細節知之甚少。 1990年代以來，加拉瓦族群與外來者的接觸日益頻繁。 到 2000 年代，一些加拉瓦人已成為定居點的常客，他們在那裡進行貿易、與遊客互動、獲得醫療救助，甚至送孩子上學(因有爭議的大安達曼公路穿越他們的家園)。
加拉瓦人被認為是印度的一個原住民部落。 與其他安達曼原住民一起，他們已經在這些島嶼上居住了幾千年。 安達曼群島自古以來就為外人所知。 然而，直到最近他們才很少地被探訪，而且這種接觸主要是零星的和臨時的。 在他們歷史的大部分時間裡，他們唯一重要的接觸是與其他安達曼部落。 幾十年來，與該部落的聯繫已大大減少。
有跡象表明，賈拉瓦人將現已滅絕的詹吉爾人視為他們在數百年或數千年前分裂的母部落，儘管加拉瓦人的人數超過（並最終超過）詹吉爾人。 詹吉爾人被認為在 1931 年消失殆盡。
賈拉瓦人是印度指定的在冊部落。